# Canadian Nuclear Safety Commission
Canadian Nuclear Safety Commission (CNSC) (tidigare Atomic Energy Control Board) är Kanadas myndighet för kärnsäkerhet. Det är en oberoende federal myndighet som reglerar användning av kärnkraft och kärnbränsle i Kanada. CNSC motsvarar ungefär Statens kärnkraftsinspektion (SKI) i Sverige.